# Hermansö gård
Hermansö gård (finska: Hermansaaren kartano) är en herrgård i Lokalax i Nystad i det finländska landskapet Egentliga Finland. Herrgården grundades 1639 som en frälsegård. Hermansö gård har varit i flera adliga ättens ägo så som Fleming, Taube, Ehrenmalm, von Kothen och Jägarhorn af Storby. Dessutom tillhörde frälsegårdarna Träsk och Nopperla till Hermansö gård. Den nuvarande huvudbyggnaden är byggt av trä. I närheten av herrgården finns en ståtlig gammal spannmålsmagasin. Byggnaden uppfördes år 1817 och har troligtvis ritats av C.L. Engel.
Under första hälften av 1800-talet omvandlades marken vid Hermansö gård i Lokalax från kärr till åkermark, varvid ett skepp av ek upptäcktes i jorden. Något vrak har senare inte längre kunnat lokaliseras.